# Taifa
Taifa (arabsko طائفة, DIN ṭā'ifa, mn.  طوائف, DIN ṭawā'if, špansko  reinos de taifas) je bila ena od devetintrideset državic, večinoma kraljestev in emiratov, ki so razglasile svojo neodvisnost  po strmoglavljenju kalifa Hišama III. iz Omajadske dinastije in razpadu Kordobskega kalifata leta 1031. 
Naslednji dve obdobji nastajanja taif sta bili v času upadanje moči Almoravidov (12. stoletje) in Almohadov (13. stoletje). Vse vladarske dinastije v taifah so bile tuje. Izjemi sta bili dinastiji Banu Qasi  in Banu Harun, ki sta bili muladski.
Pojem  taifa, ki v arabščini pomeni  skupina, stranka ali frakcija, se je prvič pojavil v arabskem zgodovinopisju. Nanašal se je na kraljestva diadohov in je imel negativen prizvok.

## Zgodovina

### Izvor
Izvor taif je treba iskati v upravni delitvi omajadskega Kordobskega kalifata, kot tudi v etnični sestavi vladajoče elite, v kateri so bili Arabci, Mavri,  Berberi, večinski iberski muslimani (muladi) in osvobojeni  vzhodnoevropski sužnji.
Ko so v prvi križarski vojni v poznem 11. stoletju evropski kristjani osvojili muslimanska ozemlja v Siriji in okolici Jeruzalema, so med rekonkvisto krščanski vladarji s severa Iberskega polotoka prodirali proti jugu in osvajali muslimanski Al Andaluz. V Kordobskem kalifatu, ki je bil v tistem času ena od najbolj udarnih in najbogatejših evropskih držav, se je začela državljanska vojna (fitna), katere rezultat je bil njegov razpad na množico majhnih, med seboj sprtih državic – taif.
Drugo obdobje taif se je začelo sredi 12. stoletja zaradi upadanja moči Almoravidov in tretje v 13. stoletju zaradi upadanja moči Almohadov. 
Vladarji taif so v vseh obdobjih med seboj tekmovali ne samo za vojaški, ampak tudi za kulturni ugled in poskušali privabiti najslavnejše pisce in umetnike.

### Propad
V omajadskem obdobju Al Andaluza so morala krščanska kraljestva s severa Iberskega polotoka kalifu pogosto plačevati davke, po razpadu kalifata na šibke rivalske emirate  pa se je moč krščanskih kraljestev tako okrepila, da se je stanje obrnilo. Posebno močno je bilo Kastiljsko-leonsko kraljestvo, ki je začelo v taifah pobirati davke, imenovane parias.
Emirji taif so zaradi svoje šibkosti dvakrat pozvali vojake iz severne Afrike, naj se pridejo borit proti krščanskim kraljestvom. Prvič so po padcu Toleda leta 1085 za pomoč zaprosili Almoravide in drugič po padcu Lizbone leta 1147 Almohade. Oboji emirjem niso veliko pomagali, ampak so jih odstavili in njihova ozemlja priključili k svojim severnoafriškim imperijem.
Taife so pogosto najemale tudi krščanske najemnike, ki so se bojevali tako proti krščanskim kot proti rivalskim muslimanskim kraljestvom. Najbolj dinamična taifa, ki je pred prihodom Almoravidov osvojila večino sosednjih, je bila Sevilla. Zelo močna je bila tudi Zaragoza, vendar so njo ovirale sosednje krščanske države izpod Pirenejev. Taife Zaragoza, Toledo in Badajoz so bile pred osamosvojitvijo obmejna  vojaška okrožja Kordovskega kalifata.

## Seznam taif

### Prvo obdobje
- Albarracín: 1011-1104 (Almoravidi)
- Algeciras: 1013-1026 (Málaga);1035-58 (Abadi)
- Almería: 1011-91 (Almoravidi)
- Alpuente: 1009-1106 (Almoravidi)
- Arcos: 1011-91 (Almoravidi)
- Badajoz: 1009-1094 (Almoravidi)
- Balearski otoki: 1076-1116 (Almoravidi)
- Ceuta: 1061-1084 (Almoravidi)
- Taifa de Calatayud: 1046-1055 (Zaragoza)
- Carmona: 1013-91 (Almoravidi)
- Córdoba (republika): 1031-91 (Sevilla)
- Denia: 1010/12-76 (Zaragoza)
- Granada (Garnata): 1013-90 (Almoravidi)
- Lizbona: 1022 (Badajoz)
- Lorca: 1051-91 (Almoravidi)
- Málaga: 1026-57/58 (Ziridi); 1073-90 (Almoravidi)
- Melilla: 1030-1079 (Almoravidi)
- Mértola: 1033-91 (Almoravidi)
- Molina: 1075 (Valencia)
- Morón: 1013-66 (Sevilla)
- Murcia: 1011/12-65 (Valencija)
- Murviedro y Sagunto: 1086-92 (Almoravidi)
- Niebla: 1023/24-91 (Sevilla)
- Ronda: 1039/40-65 (Sevilla)
- Isla de Saltés y Huelva: 1012/13-51/53 (Sevilla)
- Santa María del Algarve: 1018-51 (Sevilla)
- Segorbe
- Sevilla: 1023-91 (Almoravidi)
- Silves: 1040-63 (Sevilla)
- Toledo: 1010/31-85 (Kastilija)
- Tortosa: 1039-60 (Zaragoza); 1081/82-92 (Denia)
- Tudela: 1046-51 (Zaragoza)
- Valencia: 1010/11-94 (Toledo)
- Zaragoza: 1017/1118 (Almoravidi), kasneje Alfonz I. Aragonski

### Drugo obdobje
- Almería: 1145-47 (nekaj časa Kastilija, nato Almohadi)
- Arcos: 1143 (Almohadi)
- Badajoz: 1145-50 (Almohadi)
- Beja y Évora: 1114-50 (Almohadi)
- Constantina y Hornachuelos
- Granada (Garnata): 1145 (Almoravidi)
- Guadix y Baza: 1145-51 (Murcija)
- Jaén: 1145-1159 (Murcija); 1168 (Almohadi)
- Jerez: 1145
- Málaga: 1145-53 (Almohadi)
- Mértola: 1144-45 (Badajoz); 1146-51 (Almohadi)
- Molina: ?-1100 (Guadalajara)
- Murcija: 1145 (Valencija); 1147-72 (Almohadi)
- Niebla: 1145-50 (Almohadi)
- Purchena
- Ronda: 1145 (Almoravidi)
- Santarem: ?-1147 (Portugalska)
- Segura: 1147-? (ni znano)
- Silves: 1144-55 (Almohadi)
- Tavira
- Tejada: 1145-50 (Almohadi)
- Valencija: 1145-72 (Almohadi); 1228/29-38 (Aragón)

### Tretje obdobje
- Arjona
- Baeza: 1224-26 (Kastilija)
- Denia: 1224-1227 (Almohadi)
- Granada (Garnata): 1237-1492 (to obdobje se običajno ne šteje kot taifa; Kastilija)
- Lorca: 1240-1265 (Kastilija)
- Málaga: 1229-1238 (Nasridi)
- Menorca: 1228-87 (Aragonija)
- Murcija: 1228-66 (Kastilija)
- Ceuta: 1233-1305 (Nasridi)
- Niebla: 1234-1262 (Kastilija)
- Orihuela: 1239/40-49/50 (Murcija ali Kastilija)
- Valencia: 1228/29-38 (Aragonija)

## Sklica
1. ↑  R. Ohlhoff (1997), Von der Eintracht zur Zwietracht? Die Geschichte des islamischen Spaniens im 11. Jahrhundert bei Ibn Bassām, ISBN 3-487-11037-7.
2. ↑  J. Tolan (2013), Europe and the Islamic World: A History, Princeton University press, str. 39-40.